# Heidi Rohi
Heidi Rohi (* 23. Mai 1966 in Haapsalu) ist eine estnische Degenfechterin.
Heidi Rohi gewann bei den Weltmeisterschaften 1995 in Den Haag mit dem estnischen Damenteam (Maarika Võsu, Merle Esken, Oxana Jermakowa) die Bronzemedaille. Bei ihrer Teilnahme an den Olympischen Spielen 1996 in Atlanta belegte sie mit der Mannschaft den fünften und im Einzel den 22. Platz. Ihren größten Einzelerfolg feierte sie bei der Europameisterschaft 2001 in Koblenz, als sie die Bronzemedaille gewinnen konnte. Bei den Fechtweltmeisterschaften 2002 in Lissabon gewann Rohi mit der estnischen Damen-Degen-Mannschaft (Maarika Võsu, Irina Embrich, Olga Aleksejeva) die Silbermedaille. Diesen Erfolg konnte das estnische Team auch bei der Europameisterschaft 2003 in Bourges wiederholen.

## Auszeichnungen
- Sportlerin des Jahres in Estland 2001
- Mannschaft des Jahres 1995, 2002 mit der estnischen Damen-Degen-Mannschaft